# Eurosong.hr
Eurosong.hr je fanovska medijska stranica na hrvatskom jeziku koju je februara 2005. godine osnovao Ivan Horvat.
Od osnivanja stranicu volonterski vode fanovi Eurosonga iz zemalja nekadašnje Jugoslavije, a cilj im je praćenje svih evrovizijskih događaja, sa naglaskom na evrovizijska dešavanja u regionu.

## Nastanak portala
Horvat je 12. februara 2005. godine na tadašnjem muzičkom sajtu STARTpondi pokrenuo podsekciju namenjenu hrvatskom izboru za pesmu Evrovizije - Dori. Godine 2006. stranica prelazi na sopstveni domen Eurovision-Croatia.com, a prvi značajni uspeh po broju posetilaca stranica je ostvarila 2008. godine sa 16.000 jedinstvenih poseta, a prema nezavisnom istraživanju u martu 2008. godine su bili četvrta evrovizijska stranica po posećenosti. Eurovision-Croatia.com 2009. godine dobija dodatno ime Eurosong.hr po kojem postaje prepoznatljiva.
Do sada stranica nekoliko puta menjala dizajn, dok je trenutni aktuelan od 1. septembra 2019. godine.

## Eurosong od doma
Urednici stranice su 2020. godine povodom otkazanog Eurosonga 2020. organizovali projekat Eurosong od doma sa kojima su fanovima želeli priuštiti muzički ugođaj kada su izvođači iz svojih domova izvodili neke od najvećih hitova sa Dore i Eurosonga. Kroz ovaj projekat, stranica eurosong.hr je predstavila i učesnike Dore 2021. i Dore 2022.